# Джампел Єше
Тубтен Джампел Еше Гьялцен (тиб.: thub-bstan 'jam-dpal ye-shes rgyal-mtshan; 1910—1947) — тибетський монах і п'ятий Рінпоче, фактичний правитель Тибету в 1933—1940.
Народився в 1910 і був ченцем, у 1930 став п'ятим Ретингом Рінпоче, змінивши Лобсанга Еше. Після смерті Далай-лами XIII у 1933 обраний регентом за жеребом, відіграв ключову роль у пошуках Далай-лами XIV, але після цього зміщений і вигнаний з Лхаси.
У 1940 спробував повернутися і знову стати регентом, але був заарештований.
У 1947 помер у в'язниці, можливо, був отруєний, за свідченням охоронця в'язниці, забитий до смерті.

## Життя
Відіграв значну роль в історії Тибету, як регент під час пошуків Далай-лами. Він був змушений піти з цієї посади, і на початку 1941 його змінив Тактра Рінпоче. Згодом він нібито організував повстання проти своєї заміни.
Помер у 1947 у в'язниці Потали у Лхасі, мабуть, від отруєння. Його тюремник також повідомив, що його яєчка були пов'язані та побиті, поки він не помер від болю.
Цей епізод розкрив низку політичних аспектів релігійної ієрархії у Лхасі. Критики п'ятого Ретинга Рінпоче звинуватили його у широко поширеній корупції та інтригах з одруженими жінками як ченця. Захисники стверджували, що його висновок був частково результатом його потягу до вчення лінії Ньінгма, політично чутливої орієнтації, і що проти нього було сфабриковано міністром кабінету Капшопа.
Його наступником став Тензін Джигме Тутоб Вангчук як шостий Ретинг Рінпоче, хоча це оскаржив інший претендент, який називає себе Ретінг Хутукту.